# Lyra Erso
Lyra Erso es, en el universo de Star Wars, la mujer de Galen Walton Erso y la madre de Jyn Erso. Es una de las mujeres más inteligentes de la galaxia. Trata de defender a Galen y a Jyn del Imperio Galáctico gracias a Saw Gerrera, quien rescató de Coruscant a Lyra y a Galen después de su matrimonio mucho antes del nacimiento de Jyn. Lyra se vio cautiva junto con su marido e hija en el planeta Vallt hasta que la determinación de Orson Callan Krennic la liberó y les garantizó la paz a Galen y a Jyn. Cuando se lo agradeció a Krennic por liberarse de los separatistas, Lyra se vio encerrada en Lah'mu junto con Galen y Jyn. Murió al ser disparada por soldados de Krennic en Lah'mu y cayó en sus hierbas, con un cadáver de su cuerpo abrazado por Galen, su marido. 

## Vida

### Guerras Clon

#### Conoce a Galen Erso
Lyra Erso nació en Aria Prime. Durante las Guerras Clon, fue una de las niñas más inteligentes de la galaxia. Con suficiente edad se trasladó de Aria Prime a Espinar y allí conoció al científico cautivo Galen Walton Erso. Un año más tarde, Galen y Lyra abandonaron el planeta Espinar y se fueron a Coruscant, donde se casaron. Galen le enseñó a Lyra sobre los cristales kyber y después del matrimonio nació su hija, Jyn Erso. 

#### Cautividad en Vallt
Desde que Jyn nació, Lyra, Galen y su hija se vieron cautivos en Vallt, un planeta separatista. Se vieron rodeados de separatistas durante años. Lyra no aceptó seguir allí cautiva y pidió ayuda a Orson Callan Krennic, quien liberó a los Erso y los encerró en Lah'mu.

### Muerte
Lyra murió al ser golpeada por un tiro. Cuando Krennic dio caza a Galen un día, Lyra vino a defender a Galen. Pero Krennic asesinó a Lyra ordenando a sus soldados que la peguen un tiro. Lyra cae a las hierbas de Lah'mu y muere en el acto.

## El sueño de Jyn
Cuando Cassian Andor, Jyn y K-2SO partieron a Jedha, Jyn tuvo un sueño sobre Krennic, Galen, Lyra y ella. En el sueño, Krennic liberaba de Vallt a Jyn, Lyra y Galen usando su determinación. El sueño acaba cuando Jyn ve a Lyra regalándola un colgante kyber de los trabajos de Galen.
- Datos: Q28039554